# Pandora - The World of Avatar
Pandora - The World of Avatar és una àrea temàtica basada en el film Avatar al parc Animal Kingdom al complex de Walt Disney World a la ciutat d'Orlando a Florida (Estats Units d'Amèrica). Resultat de la col·laboració entre Disney i la productora cinematogràfica Lightstorm Entertainment, va ser inaugurada el 27 de maig de 2017. Cobreix unes cinc hectàrees i el 2017 la inversió és estimada a uns cinc-cents milions de dòlars.
El 2011 Bob Iger i Thomas Stags de Disney van contactar el cineasta James Cameron per crear una atracció inspirada en Avatar. Més tard el projecte es va eixamplar a una zona completa, que havia de competir amb el parc Wizarding World of Harry Potter de l'etern concurrent Universal Studios.
La zona recrea les muntanyes surants del món d'Avatar amb grans cascades d'aigua i muntanyes de quarante-i-vuit metres. Es fa servir la tècnica de la perspectiva forçada per fer-les encara més impressionants. Al llarg de l'àrea hi ha centenars d'espècies de plantes fictícies inspirades en la pel·lícula mesclades amb plantes reals, el que n'augmenta l'aspecte realista. A més contenen sensors de proximitat i de moviment desenvolupats especialment, per crear moviments que semblen autèntics quan els visitants les toquen.
A més de les botigues, restaurants i hotels habituals, té dues atraccions principals. La primera és el Na'vi River Journey, un viatge amb bot per descobrir les diferents espècies de flora del món Avatar. La segona Flight of Passage on els visitants viatgen en una motocicleta que simula el llom d'un banshee, una mena drac.